# Tok
El Tok - Ток (rus) - és un riu de Rússia, un afluent per la dreta del Samara. Passa per l'óblast d'Orenburg.
Té una llargària de 306 km i una conca de 5.930 km². El seu cabal mitjà és, a 38 km de la desembocadura, de 12,1 m³/s.Neix a l'est de la província, a la serralada de l'Obsxi Sirt, prop del límit amb Baixkíria, i comença a fluir cap al nord. Després de rebre les aigües del Molotxai gira cap a l'oest, travessant una gran zona agrícola. En el seu curs rep molts rius petits de l'estepa. A pocs kilòmetres a l'est de Buzuluk desemboca al riu Samara. Roman glaçat des de mitjans de novembre fins a abril. No és un riu navegable.